# Rajko Milošević
Rajko Milošević (Belgrado, RFS de Yugoslavia, hoy Serbia, 24 de noviembre de 1959), más conocido como R.M. Guéra, es un historietista e ilustrador serbio.

## Biografía
Su debut como historietista se produjo en 1982, cuando ilustró Elmer Jones, con guion de Dragan Savić, un cómic del Oeste inspirado en el spaghetti western y publicado en la revista Yu Strip. Con Savić firmó también la serie Texas Riders (1984). En 1991 se mudó a Barcelona, España.
Trabajó para la editorial francesa Glénat, dibujando el cómic fantástico Le Lièvre de Mars, escrita por Patrick Cothias, y creando la historieta de temática pirata Howard Blake.
Para el mercado estadounidense firmó Scalped, cómic policíaco/wéstern de Vertigo (DC Comics) con textos de Jason Aaron, The Goddamned para Image Comics (guion del mismo Aaron) y la versión en historietas de la película de Quentin Tarantino Django Unchained junto a Jason Latour, publicada por DC Comics.
En 2018 volvió al género wéstern con el álbum especial de Tex titulado "L'uomo dalle pistole d'oro", publicado por la editorial italiana Bonelli con textos de Pasquale Ruju.